# Johan von Klingspor
Johan von Klingspor, född 1578, död i augusti 1636, var en svensk militär.

## Biografi
Johan von Klingspor var son till hovmarskalken Johan von Klingspor. von Klingspor var hovjunkare och jägmästare från 1604 till 1608. Han arbetade sedan som överstejägmästare hos hertig Johan av Östergötland. von Klingspor blev 1618 kapten vid Patrick Ruthvens regemente och 1623 vid Kronobergs regemente. Han slutade tjänsten omkring 1625. 

### Egendom
von Klingspor ägde Bällsta gård och Olhamra i Vallentuna socken och Attarp i Bankeryds socken.

### Familj
von Klingspor gifte sig före 1605 med Margareta von Buddenbrock (död omkring 1630), dotter till Johan Caspersson von Buddenbrock och Margareta Elisabet von Rosen. De fick tillsammans barnen majoren Johan Gustaf Klingspor (1605–1636) vid Östgöta ryttare och generalmajoren vid kavalleriet Staffan Klingspor (1611–1676).
Johan von Klingspor avled 1636 och begravdes i Vallentuna kyrka.